# Las tres velas
Las tres velas es una obra de Joaquín Sorolla y Bastida pintada al óleo sobre lienzo con unas dimensiones de 96,5 x 138 cm. Está datado, según firma, en el año 1903 y desde 2008 se encuentra en manos de un coleccionista anónimo.

## Historia
Pintado en los inicios de la que es conocida como su etapa de culminación, "Las tres velas" se sitúa en la Playa de la Malvarrosa de Valencia, en el verano de 1903, uno de los más fructíferos del pintor. Así lo sentía él mismo y lo explicaba en una carta a su amigo Pedro Gil Moreno de Mora:

Estoy muy entusiasmado de las cosas que veo en la playa..., todo me impresiona como si fuera la primera vez que lo he visto, de lo que estoy contento, pues me imagino haré algo decente, que buena falta me hace... sigo trabajando mucho y te anuncio una carta detallando lo que hago..."

Y no andaba desencaminado pues fue en este verano que, además de "Las tres velas", Sorolla pintó obras tan notables como "Pescadoras valencianas" o "Sol de la tarde".
El cuadro se presentó en la Exposición Universal de Berlín de 1904 y fue vendido al banquero alemán Max Steinthal por 2.500 Marcos. En su despacho estuvo durante más de treinta años hasta la llegada al poder del Tercer Reich que intentó confiscar todas sus posesiones, incluido este cuadro, debido a su ascendencia judía. Para evitarlo, Steinhal nombró albacea a su yerno Friedrich Vollmann, miembro no judío de la familia, que lo llevó a Dresde. En posesión de Vollmann estuvo hasta 1950 cuando las autoridades de la Républica Democrática de Alemania requisaron todos sus bienes y él tuvo que huir a la Alemania Occidental.
Nada se volvió a saber de la tela hasta que en el 2002 cuando, debido a las inundaciones que sufrió la población de Dresde, se tuvieron que desalojar de urgencia los sótanos de la antigua galería de arte de la ciudad. Allí aparecieron varias cajas con el nombre de Steinhal y en una de ellas el cuadro de "Las tres velas". Tras las comprobaciones pertinentes la obra fue devuelta a los herederos del banquero quienes lo sacaron a subasta en Sotheby's en noviembre de 2004 vendiéndose por 2,4 millones de Euros.
En 2008 la obra volvió a salir a subasta en New York comprándola un coleccionista anónimo por 2,9 millones de Euros.

## Descripción y características
El cuadro está firmado y datado en la esquina inferior derecha: "J Sorolla y Bastida / 1903 / Valencia".
La escena es sencilla, enmarcada dentro del costumbrismo, tres mujeres caminan por la playa, pescadoras que con sus cestas vacías acuden posiblemente al encuentro de las tres embarcaciones de velas triangulares que casi llenan el horizonte y que vuelven de faenar. La estampa es espontánea, como si se tratara de una fotografía, una instantánea que parece sorprender a una de las mujeres mirando por casualidad hacia la cámara. Sin embargo, en esta simple escena, Sorolla consigue homenajear y ensalzar el duro trabajo de las mujeres de aquella época, una de las cuales lleva una criatura en brazos, retratando en la misma escena a varias generaciones de pescadoras.
La composición es armoniosa, equilibrada con una luz espléndida que Sorolla maneja magistralmente en los reflejos del agua, el blanco de las olas o los colores de los vestidos a base de pinceladas ágiles y empastadas.